# Leptoneta hongdoensis
Leptoneta hongdoensis là một loài nhện trong họ Leptonetidae.
Loài này thuộc chi Leptoneta. Leptoneta hongdoensis được miêu tả năm 1980 bởi Paik.